# تسوماسابورو باندو
تسوماسابورو باندو (انگلیسی: Tsumasaburō Bandō؛ ۱۳ دسامبر ۱۹۰۱ – ۷ ژوئیهٔ ۱۹۵۳) یک هنرپیشه، تهیه‌کننده، و کارگردان فیلم اهل ژاپن بود. وی بین سال‌های ۱۹۲۳ تا ۱۹۵۳ میلادی فعالیت می‌کرد.